# توني ميرشنت (كاتب سيناريو)
توني ميرشنت (بالإنجليزية: Tony Marchant)‏ هو كاتب سيناريو بريطاني، ولد في 11 يوليو 1959 في الطرف الشرقي من لندن في المملكة المتحدة.

## وصلات خارجية
- توني ميرشنت على موقع IMDb (الإنجليزية)
- توني ميرشنت على موقع ألو سيني (الفرنسية)
- توني ميرشنت على موقع كينوبويسك (الروسية)